# Bohuslav Sobotka
Bohuslav Sobotka (Telnice, 23 ottobre 1971) è un politico ceco.
È stato leader del Partito Socialdemocratico Ceco dal marzo 2011 al giugno 2017, dopo esserlo già stato provvisoriamente dal 29 maggio 2010, a seguito delle dimissioni di Jiří Paroubek per il fallimento nella formazione del governo dopo le elezioni legislative.
Dal gennaio 2014 al dicembre 2017 è stato Primo ministro della Repubblica Ceca a seguito dell'accordo tra i partiti che sostengono il suo governo raggiunto il 6 gennaio 2014 e dell'annuncio della nomina da parte del presidente Miloš Zeman.
Il suo governo ha prestato giuramento ed è entrato in funzione il 29 gennaio seguente. Esso è composto, escluso il primo ministro, da 16 ministri dei tre partiti che lo sostengono: il Partito Socialdemocratico Ceco (7 ministri più il primo ministro), ANO 2011 (6 ministri) e l'Unione Cristiana e Democratica - Partito Popolare Cecoslovacco (3 ministri).